# Пелеховщина
Пелеховщина (укр. Пелехівщина) — село,
Броварковский сельский совет,
Глобинский район,
Полтавская область,
Украина.
Код КОАТУУ — 5320680704. Население по переписи 2001 года составляло 79 человек.
Село указано на специальной карте Западной части России Шуберта 1826-1840 годов.

## Географическое положение
Село Пелеховщина находится в 5-и км от левого берега Кременчугского водохранилища а районе Сульского лимана.
К селу примыкают сёла Вишенки и Посмашновка.

## Экономика
- Молочно-товарная ферма.

## Известные уроженцы
- Майборода, Георгий Илларионович (1913—1992) — композитор, народный артист СССР (1960)
- Майборода, Платон Илларионович (1918—1989) — композитор, народный артист СССР (1979)